# Lignières (Cher)
Lignières (früher: Lignières-en-Berry) ist eine französische Gemeinde mit 1.325 Einwohnern (Stand 1. Januar 2022) im Département Cher in der Region Centre-Val de Loire; sie gehört zum Arrondissement Saint-Amand-Montrond und zum Kanton Châteaumeillant.

## Bevölkerungsentwicklung
| Jahr      | 1962  | 1968 | 1975 | 1982 | 1990 | 1999 | 2008 | 2012 |
| Einwohner | n. b. | 1831 | 1887 | 1829 | 1650 | 1591 | 1518 | 1423 |

## Sehenswürdigkeiten
- Kirche Notre-Dame de Lignières (1450 als Notre-Dame de l’Assomption geweiht)
- Schloss Lignières (1654–1660, Monument historique)

## Persönlichkeiten
- Gilles Chabenat (* 1963 in Lignières), französischer Musiker

## Gemeindepartnerschaften
- Dunbar (Schottland)